# Facultad de Ciencias Económicas y Sociales (Universidad de Carabobo)

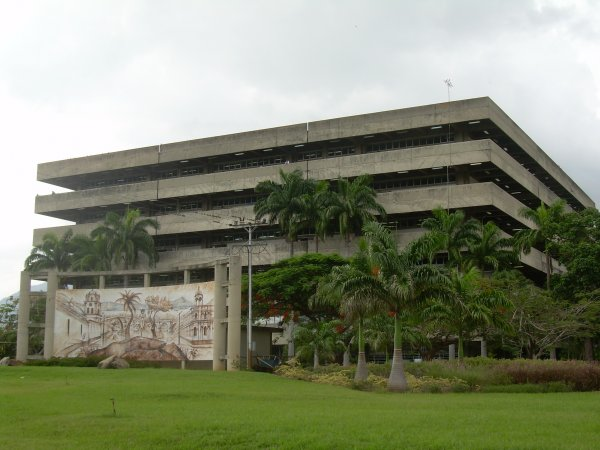

La Facultad de Ciencias Económicas y Sociales es una de las siete facultades de la Universidad de Carabobo en Venezuela. Fue inaugurada en 1962. Es considera la Facultad más grande e importante del país. Actualmente posee 4 carreras de pregrado y 6 de postgrado. Se encuentra ubicado en la Avenida Salvador Allende dentro del Campus Bárbula de la Universidad de Carabobo, más conocido como la Ciudad Universitaria Bárbula, en el Municipio Naguanagua, de la ciudad de Valencia en el Estado Carabobo.

## Historia
El Consejo Nacional de Universidades, a solicitud del Consejo Universitario de la Universidad de Carabobo, designa en junio de 1960, una Comisión de estudio para examinar la factibilidad de crear la Facultad de Ciencias Económicas y Sociales, bajo la Gestión Rectoral del Dr. Humberto Giugni. Por otra parte la escuela de Economía fue creada por el Consejo Universitario el 1 de julio de 1960, adscrita también a la Facultad de Derecho, en esa misma fecha se conoció el informe favorable del CNU, para que se creara en la Universidad de Carabobo la Facultad de Ciencias Económicas y Sociales, hecho que fue diferido para el año siguiente
Sus funciones académicas se iniciaron en septiembre de 1961, con dos Escuelas (Administración y Economía). Cuenta con un núcleo en la Morita-Maracay, para las Escuelas de Administración Comercial y Contaduría pública, y desde el año 2006 una Extensión de la Escuela de Relaciones Industriales que hasta agosto del 2016 ha graduado 05 promociones.